# فرودگاه مزرعه سیمتگ
فرودگاه مزرعه سیمتگ (به انگلیسی: Simtag Farms Airport) یک فرودگاه خصوصی است که یک باند فرود آسفالت دارد و طول باند آن ۱۲۱۹ متر است. این فرودگاه در کشور ایالات متحده آمریکا قرار دارد و در ارتفاع ۱۶۷ متری از سطح دریا واقع شده است.